# Atomic Fire
Atomic Fire (ook wel bekend als Atomic Fire Records) is een Duits onafhankelijk platenlabel en postorderplatendistributeur. Het bedrijf werd in 2021 opgericht door Markus Staiger, bekend als oprichter van platenlabel Nuclear Blast.

## Geschiedenis
Markus Staiger richtte Atomic Fire in 2021 op, met de bedoeling een onafhankelijk platenlabel te starten (Nuclear Blast is sinds 2018 grotendeels in handen van Believe). Ten tijde van de aankondiging had een aantal bands van Nuclear Blast reeds een contract bij het nieuwe label getekend, onder wie Helloween, Opeth, Meshuggah, Amorphis en Sonata Arctica.
Op 21 november 2022 tekende de Finse hardrock-/heavymetalband Lordi een contract bij Atomic Fire.
Op 19 april 2023 verscheen een documentaire over het label, gemaakt door de Duitse televisiezender ARD.

## Artiesten (selectie)
| - 8 Kalacas - Agnostic Front - Amorphis - Angra - Arka’n Asrafokor - Athena XIX - At the Movies - Bloodywood - Cemetary - Coreleoni | - Curse of Cain - Eleine - Epica - Ghostseeker - God Dethroned - Heart Attack - Helloween - Incite - Induction - Jag Panzer | - Lacrimosa - Lessmann/Voss - Lordi - Lutharo - Meshuggah - Michael Schenker - Mystic Circle - Oblivion Protocol - Opeth - Out of This World | - Power Paladin - Primal Fear - Rage Behind - Riot V - Rise of the Northstar - Michael Schenker - Seventh Storm - Siena Root - Silver Lake by Esa Holopainen - Sinner | - Skull Fist - Sonata Arctica - Suasion - The 69 Eyes - Theocracy - U.D.O. - White Stones - Zeke Sky |